# Hanna Zetterberg
Hanna Rebecca Zetterberg, född 15 februari 1973 i Skarpnäck, är en svensk konsult, författare och tidigare politiker (vänsterpartist). Hon spelade 1984 huvudrollen i filmen Ronja Rövardotter och var aktiv som politiker för Vänsterpartiet (riksdagsledamot 1994–1998).

## Biografi
Hanna Zetterberg är sondotter till riksdagsmannen och prästen Åke Zetterberg samt brorsdotter till Eva Zetterberg.
Hon blev 1984 mycket uppmärksammad för sin titelrollstolkning i Tage Danielssons film Ronja Rövardotter, som bland annat populariserade det kvinnliga förnamnet Ronja. Zetterberg valde dock att inte fortsätta med en karriär som skådespelare.
Vid 21 års ålder invaldes hon i riksdagen för Vänsterpartiet. Hon var riksdagsledamot 1994–1998, mest aktiv i miljö- och jordbruksfrågor, men även i jämställdhetsfrågor. I riksdagen var hon suppleant i miljö- och jordbruksutskottet, trafikutskottet och utbildningsutskottet.
Därefter återgick hon till sina universitetsstudier. År 2002 gav hon sig åter in i politiken som fritidspolitiker. År 2005 avgick hon ur Vänsterpartiets partistyrelse.
Hon har arbetat på Vetenskapsrådet som informatör för Internationella polaråret 2007–2009 och därefter som kommunikationsansvarig på Institutet för framtidsstudier. Idag arbetar hon som kommunikationskonsult och föreläsare med opinionsbildning som specialitet.
År 2008 debuterade hon som författare med barnboken Nejlika och lilla lilla syster.
Hanna Zetterberg var gift med journalisten Filip Struwe mellan 2001 och 2011. Tillsammans har de två barn.

## Filmografi
- 1984 – Ronja Rövardotter